# Хуан Альварес
Хуан Непомусено Альварес Уртадо (ісп. Juan Nepomuceno Álvarez Hurtado; 27 січня 1790, Атояк-де-Альварес, Герреро, Мексика — 21 серпня 1867, Акапулько, Герреро, Мексика) — мексиканський військовий і політичний діяч, тимчасовий президент Мексики в 1855 році.
Був активним членом ліберальної партії. Брав участь у війні за незалежність, брав участь у відбитті французької інтервенції в 1838 році, а також нападу озброєних сил США в 1847 році. Він приєднався до змови з метою повалення президента генерала Санта-Анни. Він був призначений головнокомандувачем армії опозиції. Спочатку зазнав поразки від урядових військ (квітень 1854), після чого почалися партизанські дії.
4 жовтня 1855 року обраний тимчасовим президентом країни. Представляв ліве крило лібералів — «пурос» (крайніх). Їх метою були економічний розвиток, справедливий розподіл землі і багатств, секуляризація майна, ліквідація привілеїв церкви і армії. Під час його перебування при владі були прийняті рішення про ліквідацію традиційних привілеїв католицької церкви і вищих чинів армії, скликаний Конституційний конгрес. У листопаді 1855 року незадоволені законом консерватори і частина правого крила лібералів — «модерадос» (помірних), вчинили переворот і Альварес 11 грудня 1855 був змушений піти у відставку, хоча влада залишилася в руках його соратників.